# Limoges
Limoges (okcitansko Lemòtges / Limòtges) je glavno administrativno in zgodovinsko mesto osrednje francoske regije Nova Akvitanija, občina in prefektura departmaja Haute-Vienne. Leta 2016 je mesto imelo 135.140 prebivalcev.

## Geografija
Mesto se nahaja na severu velikega jugo-zahoda Francije, ob reki Vienne. Skozenj poteka po njem imenovana romarska pot v Santiago de Compostelo, Via Lemovicensis.

## Administracija
Limoges je sedež šestnajstih kantonov:
- Kanton Limoges-La Bastide (del občine Limoges: 10.585 prebivalcev),
- Kanton Limoges-Beaupuy (del občine Limoges: 7.227 prebivalcev),
- Kanton Limoges-Carnot (del občine Limoges: 8.976 prebivalcev),
- Kanton Limoges-Center (del občine Limoges: 7.336 prebivalcev),
- Kanton Limoges-Cité (del občine Limoges: 7.891 prebivalcev),
- Kanton Limoges-Condat (del občine Limoges, občine Condat-sur-Vienne, Solignac, Le Vigen: 17.826 prebivalcev),
- Kanton Limoges-Corgnac (del občine Limoges: 9.644 prebivalcev),
- Kanton Limoges-Couzeix (del občine Limoges, občina Couzeix: 9.115 prebivalcev),
- Kanton Limoges-Émailleurs (del občine Limoges: 15.442 prebivalcev),
- Kanton Limoges-Grand-Treuil (del občine Limoges: 6.656 prebivalcev),
- Kanton Limoges-Isle (del občine Limoges, občina Isle: 13.288 prebivalcev),
- Kanton Limoges-Landouge (del občine Limoges: 12.806 prebivalcev),
- Kanton Limoges-Le Palais (del občine Limoges, občina Le Palais-sur-Vienne: 11.886 prebivalcev),
- Kanton Limoges-Panazol (del občine Limoges, občine Aureil, Feytiat, Panazol, Saint-Just-le-Martel: 20.494 prebivalcev),
- Kanton Limoges-Puy-las-Rodas (del občine Limoges: 9.757 prebivalcev),
- Kanton Limoges-Vigenal (del občine Limoges: 10.177 prebivalcev).

Mesto je prav tako sedež okrožja, v katerega so poleg njegovih vključeni še kantoni Aixe-sur-Vienne, Ambazac, Châlus, Châteauneuf-la-Forêt, Eymoutiers, Laurière, Nexon, Nieul, Pierre-Buffière, Saint-Germain-les-Belles, Saint-Léonard-de-Noblat in Saint-Yrieix-la-Perche z 278.439 prebivalci.

## Zgodovina
Sedanje mesto je bilo ustanovljeno kot rimski Augustoritum okoli leta 10 pr. n. št., nekaj kilometrov stran od glavnega mesta keltskega plemena Lemovicov, kot del reorganizacije province s strani rimskega cesarja Avgusta. Tipično rimsko mesto je vsebovalo amfiteater, gledališče, forum, kopališča, tempelj. Imelo je Senat in lastni denar, kar je pričalo o pomembnosti v tem času.
Limoges je sprejel krščanstvo s svetim Martialom, prvim škofom Limogesa, okoli leta 250, vendar je že proti koncu stoletja zaradi germanskih vdorov bil opuščen, samo prebivalstvo pa se je utaborilo na bolj utrjenem kraju, sedanjem središču mesta, Puy Saint-Étienne. V 9. stoletju je bila zgrajena Opatija sv. Martiala, v letu 1273 pa se je začela gradnja Katedrale sv. Štefana, ki je bila dokončana šele leta 1888.
Med stoletno vojno, leta 1370, so ga zasedli Angleži na čelu z Edvardom Črnim Princem, ki je kot znak maščevanja za prestop na francosko stran ukazal pobiti več kot 300 meščanov, vključno z ženskami in otroki.
V času francoske revolucije je bilo uničenih precej verskih objektov, med drugim tudi sama opatija. 
V 19. stoletju se je začelo obdobje modernizacije. Razvila se je industrija porcelana, samo središče mesta je dobivalo novo podobo, s tem pa je prišel na dan izbruh več razgrajanj s strani revnejšega prebivalstva (julij - november 1830, april 1848, v začetku 1905). Prva francoska delavska konfederacija, Confédération Générale du Travail (CGT), je bila ustanovljena prav v Limogesu, 1895 leta.

## Znamenitosti
Limoges je od leta 2008 na seznamu francoskih umetnostno-zgodovinskih mest.
- ostanki amfiteatra iz rimskega obdobja,
- most sv. Martiala (rimsko obdobje),
- kripta sv. Martiala, s škofovim grobom (10. stoletje),
- cerkev Sv. Petra iz Queyroixa (13. stoletje),
- most sv. Štefana (13. stoletje),
- gotska stolnica sv. Štefana (1273-1888), sedež škofije, francoski zgodovinski spomenik; nahaja se v starem delu mesta - La Cité.
- cerkev sv. Mihaela (St. Michel-des-Lions), 14. stoletje,
- kapela sv. Avrelija, drugega škofa Limogesa (14-17. stoletje),
- škofijska palača (od prvotne zgradbe iz 17. stoletja ohranjena le kapela),
- železniška postaja Gare des Bénédictins (1924-1929).

## Pobratena mesta
- Charlotte (Severna Karolina, ZDA),
- Fürth (Nemčija),
- Grodno (Belorusija),
- Limoges (Ontario, Kanada),
- Plzen (Češka),
- Seto (Japonska),
- Stoke-on-Trent (Velika Britanija).